# 多爾頓 (麻薩諸塞州)
多爾頓（英語：Dalton）是一個位於美國麻薩諸塞州伯克夏縣的鎮。

## 人口
根據2020年美國人口普查的數據，多爾頓的面積為21.90平方千米，當中陸地面積為21.80平方千米，而水域面積為0.10平方千米。當地共有人口6330人，而人口密度為每平方千米289人。